# 臺中市北區省三國民小學
臺中市北區省三國民小學，簡稱省三國小，是中華民國臺中市的一所市立國民小學，1947年創校時為空軍小學，位於健行路、崇德路口，

## 校史
- 1947年8月25日，空軍總司令部為解決台中地區空軍人員子女就學問題，於力行路台中神社址（今臺中市忠烈祠、孔廟）上創立「空軍第三飛機場附設子弟小學」，由空軍第三飛機製造廠廠長兼校長，實際校務由該廠人事主任趙震祥主持。當時有五個班級、129名學生。
- 1948年2月1日，為符合設立學校之規定，校名改為「臺中市私立制空小學」。
- 1949年中華民國政府遷台，空軍在中國大陸所設的子弟小學亦來台復校，但空軍眷區多設於空軍基地附近，所以全台各基地都有子弟學校設立。空軍總司令部向地方政府統一備案，該校亦改為「空軍總司令部附設台中子弟學校」；並成立董事會，空軍航空工業局局長朱霖兼任董事長，空軍基地各單位首長兼任董事。
- 1950年7月，增設幼稚園兩班，成為台中市第一所公立幼稚園，園址位於雙十路二段空軍技術局眷舍旁（今臺中市孔廟）。
- 1951年7月，於台中清泉崗空軍基地附近設立「空軍總司令部附設台中子弟學校 公館分校」（今臺中市大雅區汝鎏國民小學）。
- 1952年臺中市立中學（今居仁國中）於忠烈祠旁設立分校，經國防部和內政部會同軍方與臺中市政府共同勘定，協議以忠烈祠通道以西為空軍子弟小學、以東為市中分校（今雙十國中）。
- 1953年中華婦女反共抗俄聯合會（婦聯會）空軍婦聯分會成立，該校幼稚園由婦聯會接辦，定名為「福航幼稚園」。
- 1955年，由臺中市政府建20間簡易教室由該校使用。
- 1964年，臺灣省主席黃杰視察校區後，即核定該校遷建計劃。
- 1965年，成立校舍籌建委員會，勘定今址為新校區。
- 1967年6月新校舍落成，7月6日遷校。同年8月1日，全省空軍小學由地方政府接管，該校由臺中市政府接辦，改名為「臺中市北區省三國民學校」；「省三」是紀念空軍烈士張省三少將，而非紀念福建臺灣巡撫劉銘傳（表字省三）。公館分校由臺中縣政府接管。
- 1968年8月實施九年國民教育，改制為「臺中市北區省三國民小學」。
- 1970年8月，原北區建國小學改制為五權國中，原有師生由省三國小接收。
- 1975年2月，臺中市政府建孔廟，由婦聯會接管的幼稚園又遷回省三國小接辦，變為省三國小附設幼稚園。

## 歷任校長
1. 趙振祥：1947年8月5日－1950年7月（空軍小學創立）
2. 徐建功：1950年7月－1955年2月
3. 張錦石：1955年2月－1956年2月
4. 吳慶寅：1956年2月－1967年6月
5. 徐承達：1967年8月－1973年10月（改制為市立小學）
6. 何少華：1973年10月－1981年9月
7. 翟劍秋：1981年9月－1987年8月
8. 冀維仁：1987年8月－1995年2月
  1. 阮虔慈：1995年2月－1995年7月（代理）
9. 蔡碧霞：1995年7月－1998年8月
10. 阮虔慈：1998年8月－2009年3月
  1. 彭文貴：2009年4月至2009年7月（代理）
11. 林美智：2009年8月－2014年8月
12. 張資兩：2014年8月-2019年7月
13. 洪瓊媚：2019年8月-現任

## 學區
- 賴村（第12、15、22-25、27鄰）
- 金龍里（第3、6、7、9、12、13、19-28、30-33鄰）
- 金華里（第1-8鄰）
- 邱厝里（第1-17鄰）
- 頂厝里（第1-3、5、6、8-10鄰）
- 育德里（第1-7鄰、11鄰）
- 建興里（全里）

## 外部連結
- 臺中市北區省三國民小學 （页面存档备份，存于）
- 省三網誌 （页面存档备份，存于）
- 省三國小家長會
- 省三國小教師會